# Borowie
Borowie (prononciation : [bɔˈrɔvjɛ]) est un village polonais de la gmina de Borowie dans le powiat de Garwolin de la voïvodie de Mazovie dans le centre-est de la Pologne.
Il est le siège administratif de la gmina appelée gmina de Borowie.
Il se situe à environ 11 kilomètres au nord-est de Garwolin (siège du powiat) et à 61 kilomètres au sud-est de Varsovie (capitale de la Pologne).
Le village possède approximativement une population de 400 habitants en 2006.

## Histoire
De 1975 à 1998, le village appartenait administrativement à la voïvodie de Siedlce.